# Kokei Kobayashi
Kokei Kobayashi (jap. 小林 古径 Kobayashi Kokei), właśc. Shigeru Kobayashi (jap. 小林 茂 Kobayashi Shigeru; ur. 11 lutego 1883 w prefekturze Niigata, zm. 3 kwietnia 1957 w Tokio) – japoński malarz.

## Życiorys
Osierocony w dzieciństwie, w 1899 roku wyjechał do Tokio, gdzie podjął studia malarskie u Hanko Kajity (1870–1917). Jego talent został dostrzeżony przez Kakuzō Okakurę, który uzyskał dla młodego artysty stypendium od kolekcjonera sztuki Tomitarō Hary. W 1922 roku wspólnie z Seisonem Maedą odbył podróż do Wielkiej Brytanii, Włoch, Francji i Egiptu. Podczas odwiedzin w Muzeum Brytyjskim poznał obrazy chińskiego malarza z IV wieku Gu Kaizhi i sporządził ich kopie. 
Tworzył początkowo w stylu yamato-e, później w stylu szkoły Rinpa. Sięgał zarówno po tradycyjne motywy malarskie, jak i tematykę bardziej współczesną i sceny z życia codziennego. Do najbardziej znanych dzieł malarza należą Taketori monogatari (1914), Amida-dō (1914), Ideyu (1918) i Kami (1931). W 1912 roku został członkiem Japońskiej Akademii Sztuk Pięknych (Nihon Bijutsu-in), w 1937 roku członkiem Akademii Cesarskiej (Teikoku Geijutsu-in), a w 1944 roku przyznano mu tytuł artysty nadwornego (Teishitsu Gigei-in).
W 1950 roku został odznaczony Orderem Kultury.

## Galeria

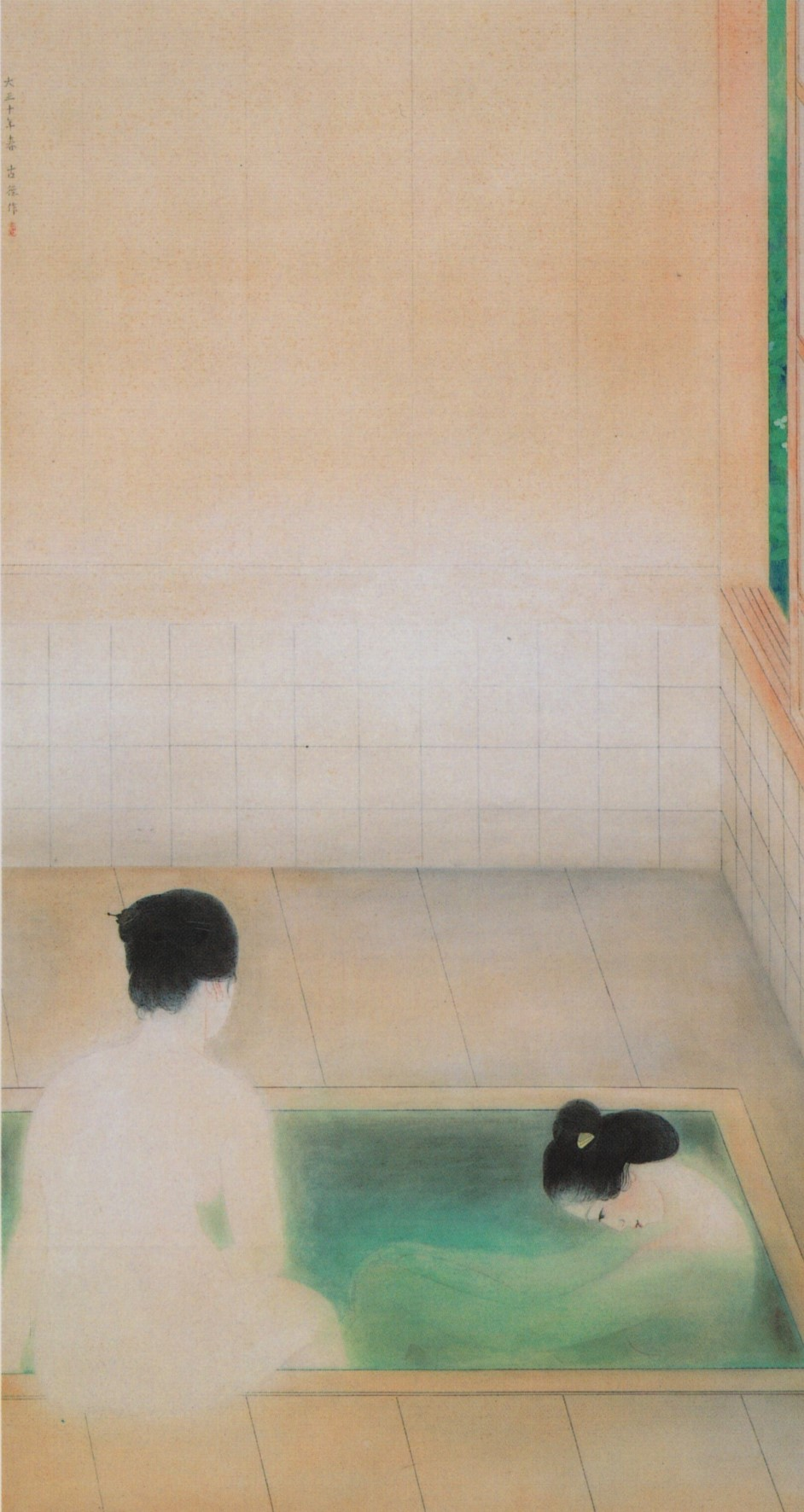
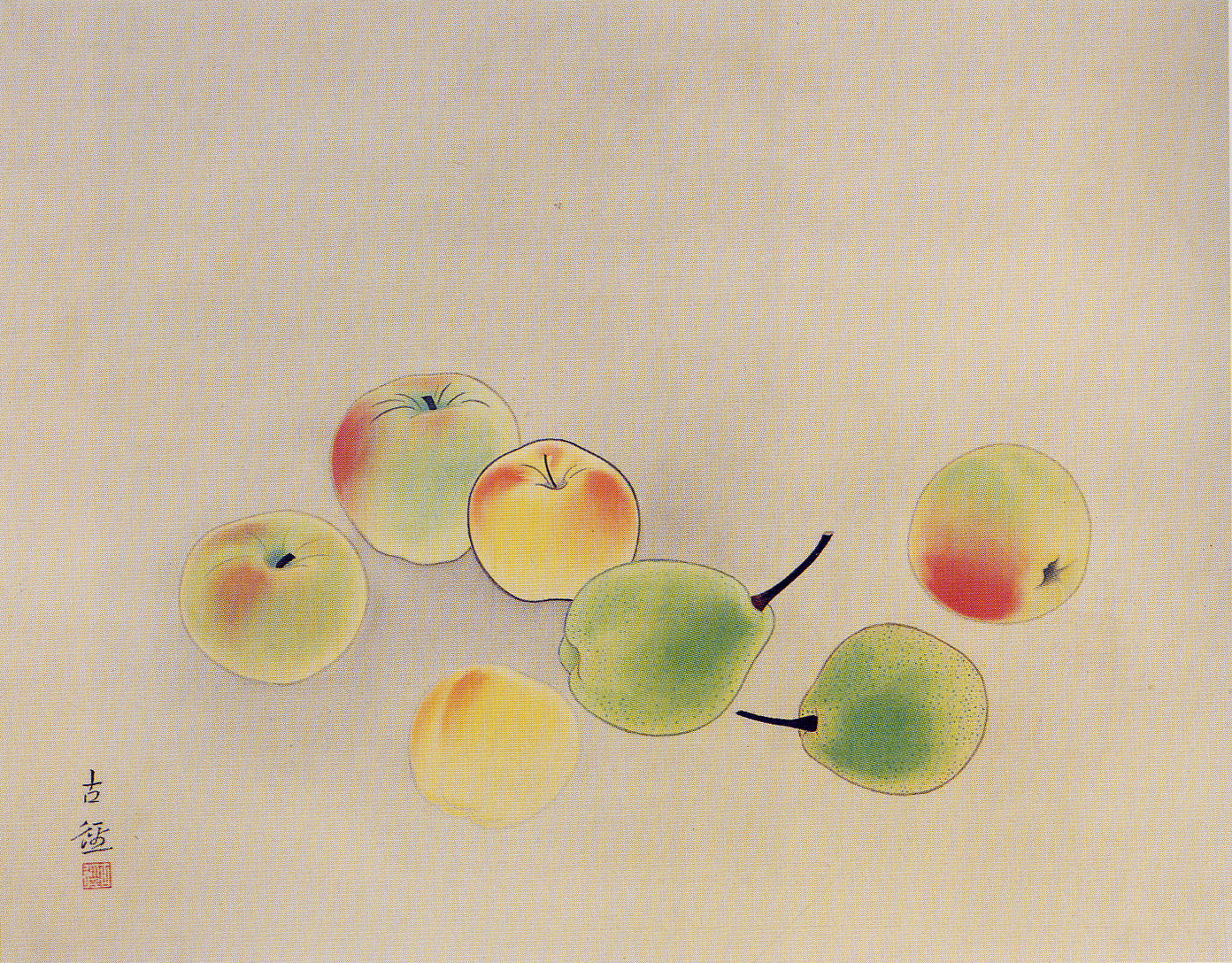
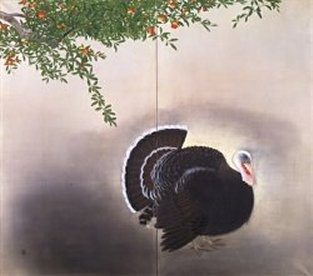
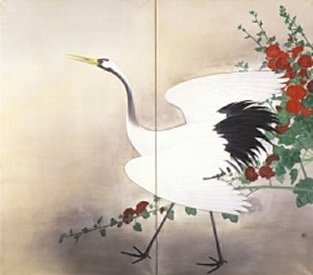
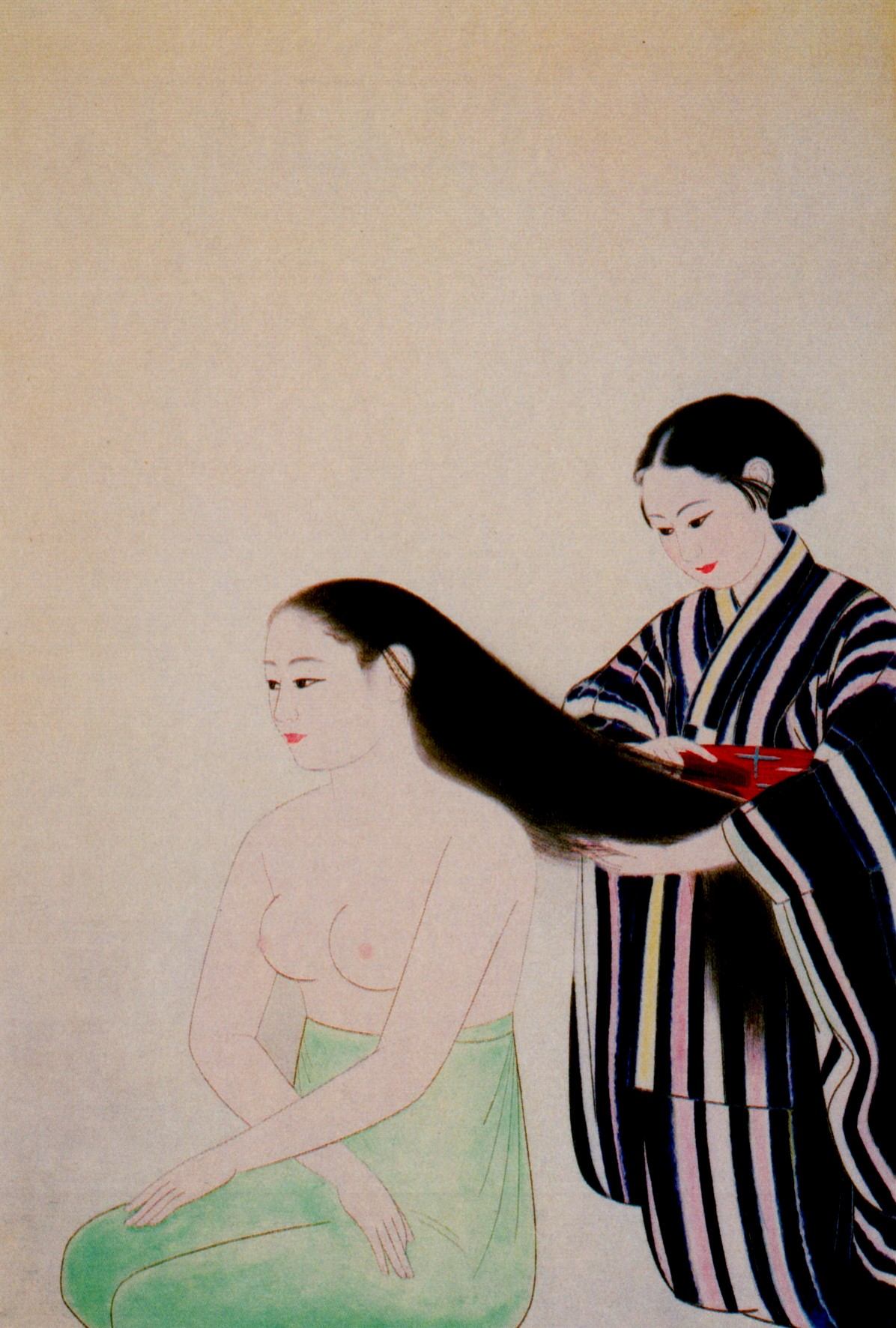